# ジェームズ・ダン
ジェームズ・ダン（James Howard Dunn、1901年11月2日 – 1967年9月3日）は、ニューヨーク市出身のアメリカ合衆国の俳優。1945年の『ブルックリン横丁』でアカデミー助演男優賞を受賞した。ハリウッド・ウォーク・オブ・フェームにテレビと映画で2つの星がある。

## 来歴
1901年（1905年との資料もある）、ウォール街の株式仲買人の息子としてニューヨーク市に生まれる。ヴォードヴィリアンとして活動を開始し、1920年代後半にはエキストラとしてサイレント映画に出演するようになる。
1931年にフォックス・フィルム（後の20世紀フォックス）と契約、数々の映画に出演し、1934年にはシャーリー・テンプルの映画4本に出演するなどキャリアのピークを迎える。しかし、1930年代後半になると役がつかなくなり、アルコール依存症とあいまって低迷する。
1945年、『ブルックリン横丁』で「アルコール依存症だが心優しい父親」を演じ、第18回アカデミー賞で助演男優賞を受賞、奇跡的な復活を果たすが、その後は再び低迷し、1950年代初頭には破産、酒浸りの生活を送るようになる。1950年代以降、活動の中心を映画からテレビに移す。
1967年、胃の手術を受けた後の合併症により死去。

## 主な出演作
| 公開年 | 邦題 原題                                                               | 役名                         | 備考                      |
| ------ | ----------------------------------------------------------------------- | ---------------------------- | ------------------------- |
| 1931   | バッド・ガール Bad Girl                                                 | エディ・コリンズ             |                           |
| 1931   | 婦人記者 Sob Sister                                                     | ギャリー・ウェブスター       |                           |
| 1931   | オーバー・ゼ・ヒル Over the Hill                                        | ジョニー・シェルビー         |                           |
| 1932   | ダンス・チーム Dance Team                                               | ジミー・マリガン             |                           |
| 1932   | 運動選手を目指して Society Girl                                         | ジョニー・マローン           |                           |
| 1933   | 水兵上陸 Sailor's Luck                                                  | ジミー・フェニモア・ハリガン |                           |
| 1933   | 四一九号室の女 The Girl in 419                                          | ダニエル・フレンチ           |                           |
| 1933   | 当たって砕けろ Take a Chance                                            | デューク・スタンリー         |                           |
| 1934   | 歓呼の嵐 Stand Up and Cheer!                                            | ジミー                       |                           |
| 1934   | 紐育の口笛 Change of Heart                                              | マック                       |                           |
| 1934   | ベビイのお目見得 Baby Take a Bow                                        | エディ・エリソン             |                           |
| 1934   | アイスクリーム娘 Have a Heart                                           | ジミー・フラハティ           |                           |
| 1934   | 聖林三百六十五夜 365 Nights in Hollywood                                | ジミー・デイル               |                           |
| 1934   | 輝く瞳 Bright Eyes                                                      | ループ・メリット             |                           |
| 1935   | ジョージ・ホワイツ一九三五年スキャンダルス George White's 1935 Scandals | エディ・テイラー             |                           |
| 1935   | 深夜の出来事 Bad Boy                                                    | エディ・ノーラン             |                           |
| 1936   | 鉄拳熱血紳士 Two-Fisted Gentleman                                       | ミッキー                     |                           |
| 1937   | 紳士ギャング We Have Our Moments                                        | ジョン・ウェイド             |                           |
| 1943   | 陽気な女秘書 Government Girl                                            | ジョー・ブレイク             |                           |
| 1945   | ブルックリン横丁 A Tree Grows in Brooklyn                               | ジョニー・ノーラン           | アカデミー助演男優賞 受賞 |
| 1960   | 許されざる愛情 The Bramble Bush                                         | ステュー・シェイファー       |                           |
| 1962   | 青年 Hemingway's Adventures of a Young Man                              | 電信技手                     |                           |
| 1966   | オスカー The Oscar                                                      | 重役                         |                           |